# RIM-24 (ミサイル)
RIM-24 ターター
ホワイトサンズ・ミサイル実験場博物館に展示されているターター
- 用途：中-近距離の対空迎撃
- 分類：中距離艦対空ミサイル
- 製造者：ジェネラル・ダイナミクス（コンベア）
- 運用者： アメリカ合衆国（アメリカ海軍）ほか
- 初飛行：1958年
- 生産数：2,400発[1]
- 生産開始：1959年
- 運用開始：1962年
- 運用状況：退役

RIM-24 ターター（英: Tartar）は、ジェネラル・ダイナミクスが開発した中距離艦対空ミサイル（SAM）。RIM-2 テリア・RIM-8 タロスと並び、アメリカ海軍が1960年代から1970年代にかけて運用した3つの主要なSAM、いわゆる「3Tファミリー」の3番目である。ミサイル駆逐艦に搭載できるよう、先行する2機種よりもコンパクトにまとめられたこともあって、アメリカ以外の西側諸国でも導入が図られた。

## 来歴
ターターを含む「3T」ミサイルは、いずれも1944年に開始されたバンブルビー計画（Bumblebee Project）に由来する。この計画はもともと、ラムジェット推進のミサイルを開発するためのものであり、その成果はRIM-8 タロスとして結実した。しかしその一方、この計画において実験的に設計された固体燃料ロケットの「試験飛行体」は優れた性能を示し、これが最終的にRIM-2 テリアとなった。これらはいずれも、初期のミサイルの標準的な誘導方式であったビームライディング誘導を採用しており、とくに低空・高速の目標との交戦性能に限界があった。
ターターは基本的に、先行して開発されたテリアからブースターを除いたものである。その開発は、1950年代初頭に開始されたテリアの改良計画から派生した。この計画は、低空目標に対する迎撃性能の向上を目的として、誘導方式をセミアクティブ・レーダー・ホーミング（SARH）に変更し、操舵翼を後尾に移動するものであった。その一方、この当時の対空ミサイル・システムがいずれも巡洋艦またはフリゲート（嚮導駆逐艦(Destroyer Leader：DL)）クラスの大型艦にしか許容できないほど大掛かりなものであったため、より小型の艦艇のための、より軽量、かつ近距離での交戦が可能な対空ミサイル・システムが求められていた。
1950年代半ば、ジェネラル・ダイナミクス（GD）とジョンズ・ホプキンス大学付属・応用物理研究所（APL/JHU）は、AIM-7 スパロー空対空ミサイルの技術を応用して小型のセミアクティヴ・レーダー・ホーミング装置を開発し、これをテリア・ミサイルの弾体に搭載して試験を行なった。この試験は成功し、その成果をもとにXHW-1誘導システムが開発された。これを新型のデュアル・スラスト・ロケットモーター（DTRM）と組み合わせたものが、ターター制御試験飛行体（CTV: control test vehicles）と呼ばれるものである。これに続くターター誘導試験飛行体（HTV: homing test vehicles）によってターター計画の有効性は立証され、ジェネラル・ダイナミックスは1959年より、初期生産型となるRIM-24Aターターの生産を開始した。厳格な試験ののち、このミサイルは3T兄弟の末弟として、1962年に実戦配備を宣言された。
高度100,000フィート (30,000 m)の目標を距離16海里 (30 km)で撃墜可能であり、単発命中率（SSKP）は当初0.5であったが、2発装填のMk.11発射機の導入とイルミネータの2基搭載による即応性向上で、0.85まで改善された。
興味深いことに、ターターは「SAM-N-x」という、当時採用されていた方式での制式番号を与えられずに終わった。就役の翌1963年に新しい命名規則が導入されてRIM-24と改名されるまで、このミサイルは単に「ミサイル Mk 15」と呼ばれていた。
なお、ターターは艦対空ミサイルとして開発されたが、対水上攻撃能力も有しており、1962年には13-18kmの射程で実艦標的に命中させている。当時の西側諸国には専用の対艦ミサイルがなく（エグゾセの開発は1967年より開始された）、ターターは有効な対水上打撃力であった。

## 設計と発展
ターターは、その開発経緯から容易に想像できるように、テリアと密接な関係を持っている。厳密に同じ設計とは言えないものの、その外形と内部構造の大部分は、最終的に共通化された。
一貫して誘導方式はセミアクティブ・レーダー・ホーミング（SARH）であり、また、推進方式は固体燃料ロケットである。ターターは継続的な改良を受けており、これによって以下のように3つのヴァージョンが生じた。
RIM-24A初期生産型。
RIM-24BRIM-24Aの改善型。改良型ターター（Improved Tartar: IT）
RIM-24C旧型ターター改善改造（ITR）別名、ターター信頼性改善プログラム（TRIP）

### RIM-24A

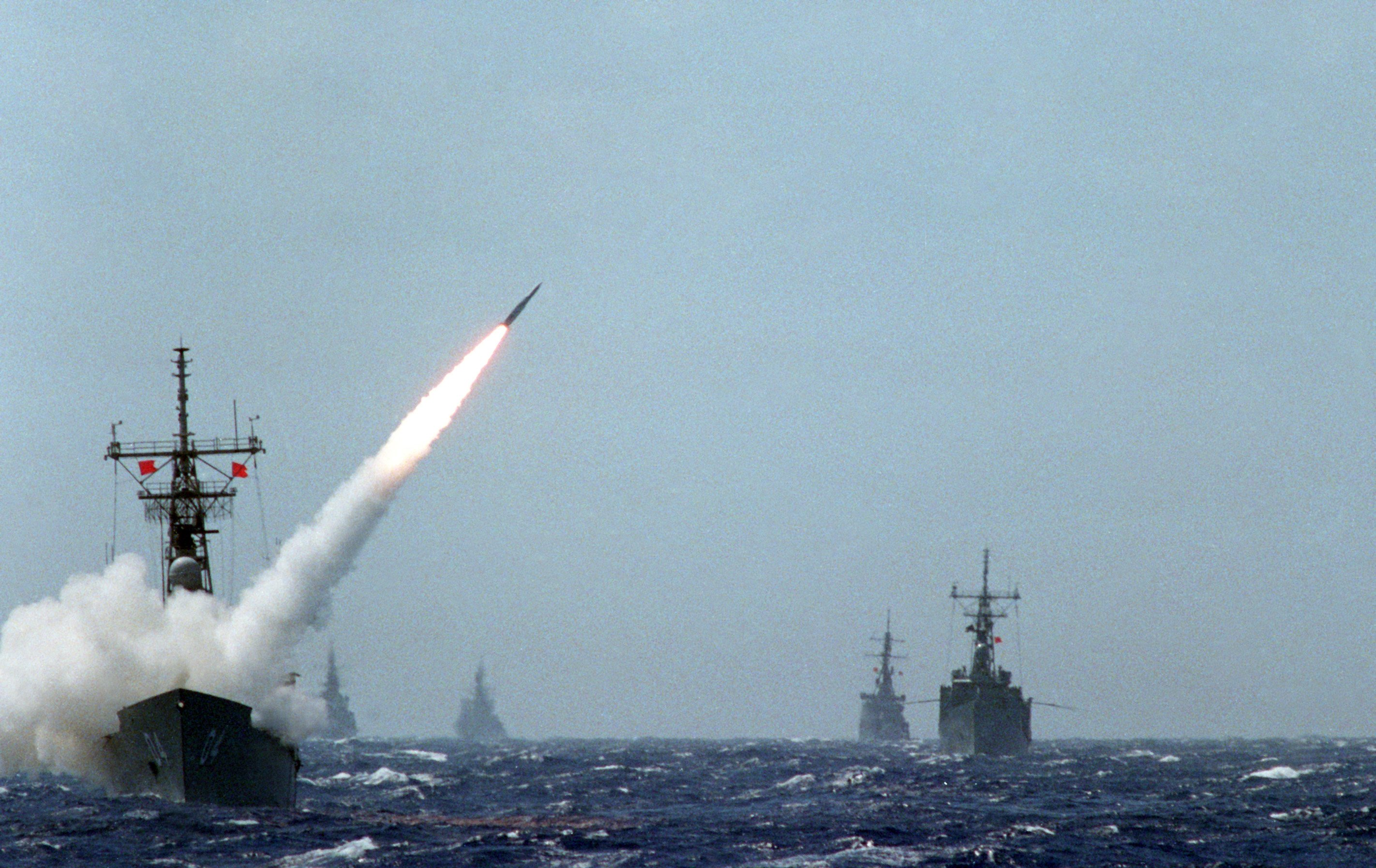
リムパック'86でターターを発射するオーストラリア海軍のアデレード級ミサイルフリゲート・ダーウィン（FFG-04）

RIM-24Aは、「ミサイル Mk 15」に与えられた制式名である。RIM-24Aは、エアロジェット MK 1デュアル・スラスト固体燃料ロケット・モーターによって推進され、距離1.8-14km（1-7.5nm）、高度15-15,000m（50-50,000ft）で飛行している目標を攻撃することができた。

### RIM-24B

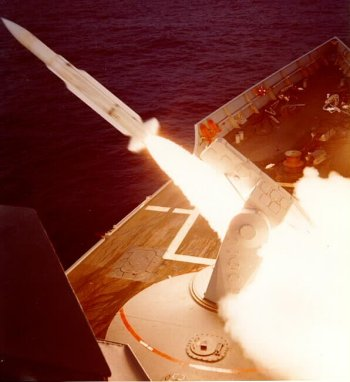
アメリカ海軍のペリー級ミサイルフリゲートから発射されるターター

RIM-24Bは、1961年から1963年まで製造されたRIM-24Aの改善型で、シーカー、弾頭及びロケット・モーターまでが変更されており、改良型ターター（Improved Tartar: IT）と呼ばれる。シーカーは、それまでの機械式の走査から電子式の走査に変更され、弾頭はより破壊力の大きいものとなった。また、ロケット・モーターの改善により最大射程が30km（16nm）、最大高度が20,000m（65,000ft）にそれぞれ延伸された。

### RIM-24C
RIM-24Cは、ターターの最終型であり、ターター信頼性改善プログラム（Tartar Reliability Improvement Program、TRIP）、あるいは旧型ターター改善改造（Improved Tartar Retrofit、ITR）によって改造を施された、既存のターター・ミサイルである。ソリッドステートによる電子回路が搭載されて弾体の重量がやや軽くなったため、最大射程が2km伸び、32km（17.5nm）になった。また、電子回路の改善によってECCM能力が改善されるとともに、複数目標対応能力も追加された。

### RIM-66スタンダード
ターターとテリアを完全に統合するミサイル・システムとして開発されたのがスタンダードミサイル（SM）・システムである。ターターの代替となったのは、その中射程版であるSM-1MR（RIM-66）であるが、これはRIM-24Cと事実上同一のもので、同じロケット・モーターと弾頭、シーカーヘッドを備えている。しかし、弾体がテリアと共通化されたほか、内部の回路やその配置に改良が加えられ、信頼性も向上した。ターターは徐々にSM-1MRによって置き換えられ、退役した。

### 諸元表
出典：Designation-Systems.Net
|          | RIM-24A                                               | RIM-24B                                                 | RIM-24C                                                 |
| -------- | ----------------------------------------------------- | ------------------------------------------------------- | ------------------------------------------------------- |
| 全長     | 4.60m（15ft1in）                                      | 4.72m（15ft6in）                                        | 4.72m（15ft6in）                                        |
| 安定翼幅 | 0.61m（2ft）                                          | 0.61m（2ft）                                            | 0.61m（2ft）                                            |
| 動翼幅   | 1.07m（3ft6in）                                       | 1.07m（3ft6in）                                         | 1.07m（3ft6in）                                         |
| 直径     | 0.34m（1ft 11/2in）                                   | 0.34m（1ft 11/2in）                                     | 0.34m（1ft 11/2in）                                     |
| 発射重量 | 581kg（1,280lb）                                      | 594kg（1,310lb）                                        | 594kg（1,310lb）                                        |
| 弾頭     | コンティニュアス・ロッド 59kg（130lb）                | コンティニュアス・ロッド 59kg（130lb）                  | コンティニュアス・ロッド 59kg（130lb）                  |
| 推進方式 | エアロジェットMk.1 デュアル・スラスト固体燃料ロケット | エアロジェット Mk.27 デュアル・スラスト固体燃料ロケット | エアロジェット Mk.27 デュアル・スラスト固体燃料ロケット |
| 誘導方式 | セミアクティブ・レーダー・ホーミング（SARH）          | セミアクティブ・レーダー・ホーミング（SARH）            | セミアクティブ・レーダー・ホーミング（SARH）            |
| 射程     | 16.1km（8.7nm）                                       | 29.6km（16nm）                                          | 32.4km（17.5nm）                                        |
| 射高     | 15,240m（50,000ft）                                   | 19,810m（65,000ft）                                     | 19,810m（65,000ft）                                     |
| 速度     | n/a                                                   | M1.8                                                    | n/a                                                     |

## 実艦への搭載

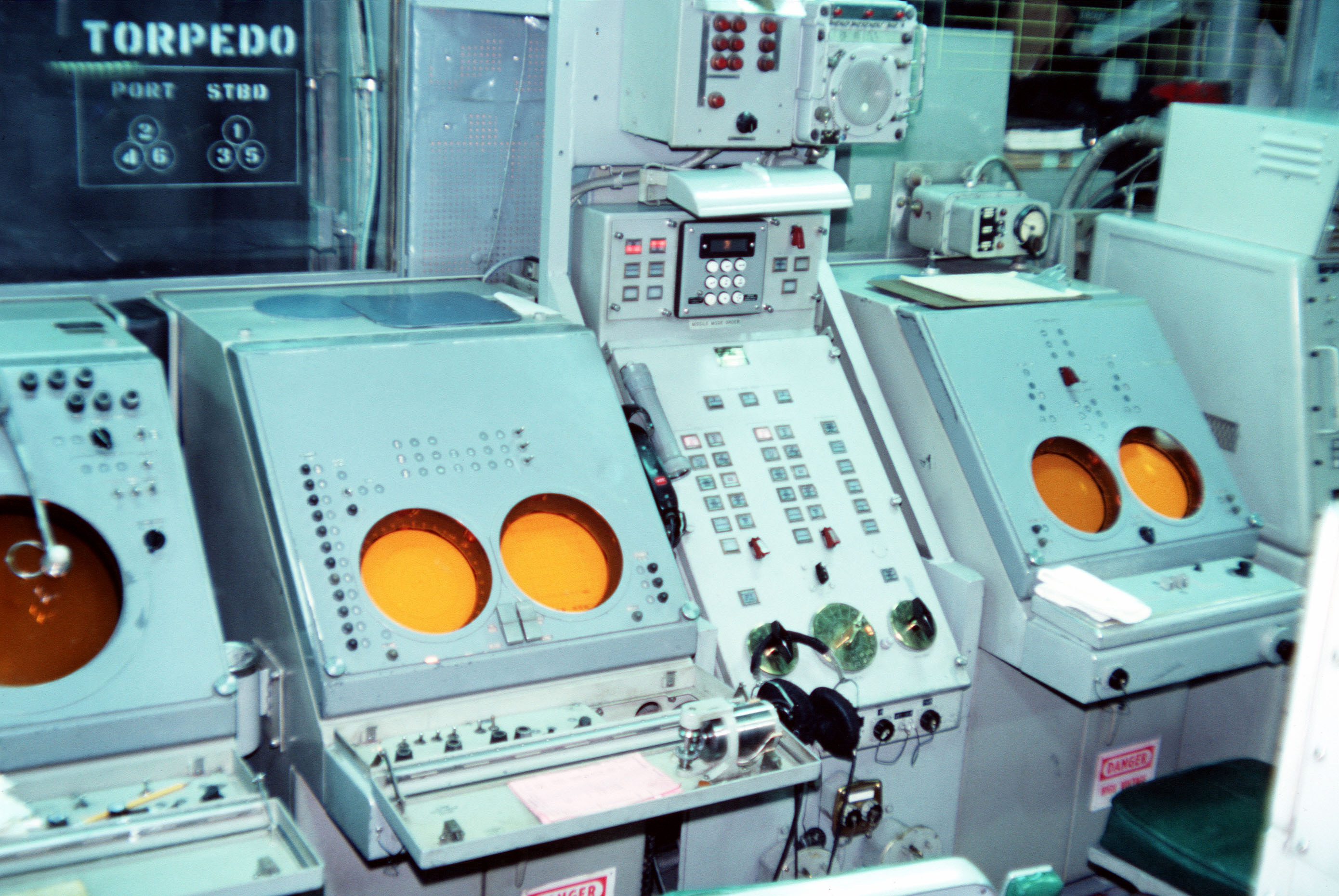
ターター誘導ミサイル射撃統制装置の制御コンソール

ターターは、もともと駆逐艦用に開発されたが、性能的に優れていたことから大型駆逐艦（DLG）にも搭載され、また、小型の護衛艦（後のフリゲート）にも搭載された。ターターの誘導には通常、Mk 74射撃管制システムが用いられ、ミサイル本体と発射機、レーダーなどを含めてひとつのシステムを構成した。これは「ターター・システム」と総称されることもあった。
ミサイルの発射機としては、最初にターターを搭載した艦であるチャールズ・F・アダムズ級ミサイル駆逐艦の前期型13隻では、連装のMk11発射機が使用されていた。しかし、後期建造艦10隻では単装のMk 13に変更され、これが標準となった。
ターターは最終的に、RIM-66スタンダード・ミサイルによって代替された。しかし、その後もターターシステムの搭載は継続され、それらの艦はもはやRIM-24ターターを使用していないにもかかわらず、「ターター・シップ」と呼ばれつづけている。また、SM-1MRを搭載するように設計されたオリバー・ハザード・ペリー級ミサイルフリゲートにおいても、ターターミサイルが使用されたことがあるようである。

### 搭載艦
- アメリカ海軍
  - チャールズ・F・アダムズ級ミサイル駆逐艦
  - オールバニ級ミサイル巡洋艦
  - ミッチャー級駆逐艦
  - フォレスト・シャーマン級駆逐艦
  - ブルック級ミサイルフリゲート
- イタリア海軍
  - インパヴィド級駆逐艦
- オーストラリア海軍
  - パース級駆逐艦
- スペイン海軍
  - バレアレス級フリゲート
- 西ドイツ海軍
  - リュッチェンス級駆逐艦
- 海上自衛隊
  - 護衛艦「あまつかぜ」
- フランス海軍
  - ケルサン級駆逐艦